# 弗朗索瓦·菲永

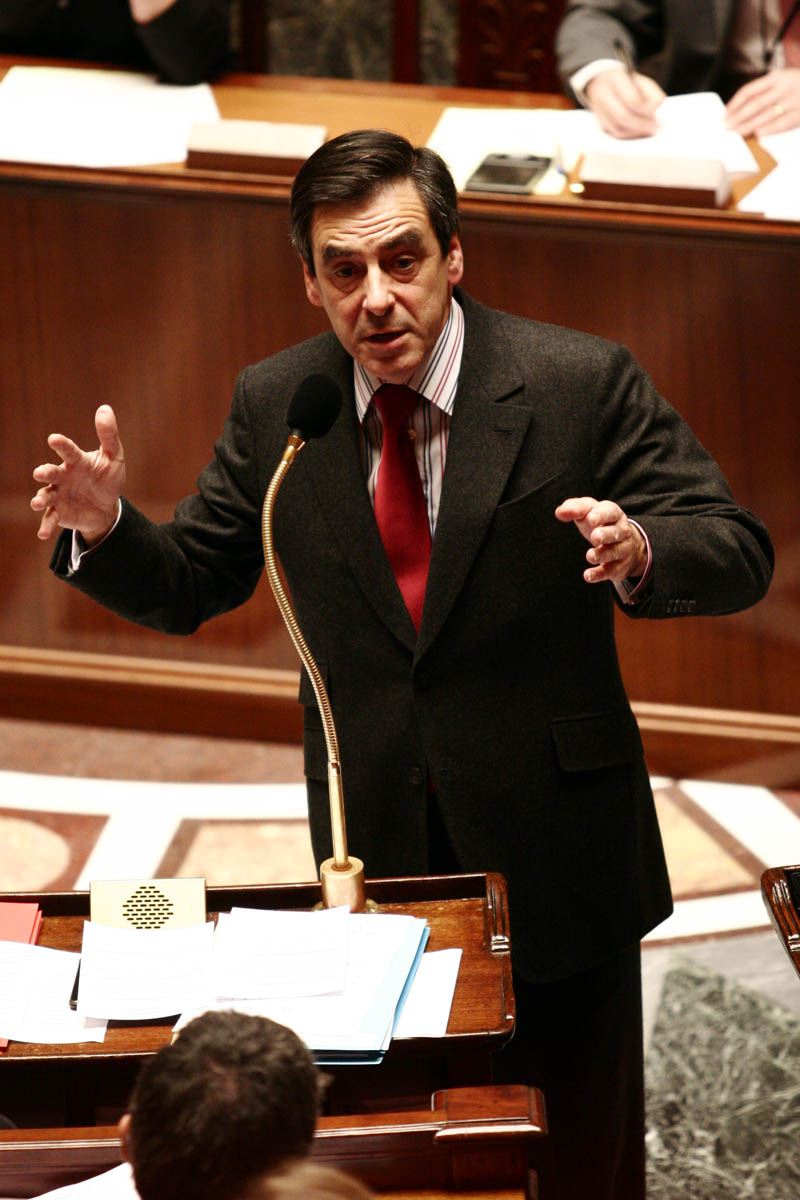
弗朗索瓦·菲永在法國國民議會發言。

弗朗索瓦·夏尔·阿尔芒·菲永（法語：François Charles Armand Fillon，法語發音：[fʁɑ̃swa ʃaʁl aʁmɑ̃ fijɔ̃]；1954年3月4日—）是法国政治家，生於法国勒芒，共和黨成员，曾任法国總理、劳动部长、高等教育和科研部长。菲永代表共和黨參選2017年法國總統選舉，但在第一轮投票中被淘汰。

## 政治生涯
2007年5月17日，菲永被法国总统尼古拉·萨科齐任命为政府總理。2010年11月14日，法国总统萨科齐再度任命菲永为总理，菲永将负责组建下一届新政府。
2012年5月15日，菲永卸任法国总理一职。2012年6月19日當選法國國民議會議員。
2016年11月20日，菲永在共和黨初選第一輪投票取得大幅領先，接著在11月27日的第二輪投票擊敗居貝成為共和黨候選人。
2020年6月29日，菲永被判挪用公款等罪名成立，被判處入獄5年，其中3年獲緩刑。

### 菲永第一届政府: 2007年5月17日至6月18日
- 弗朗索瓦·菲永 - 政府總理
- 阿兰·朱佩 - 国务部长、生态和可持续发展以及规划部长（2007年6月17日辞职）
- 让-路易·博洛 - 经济，财政和就业部长
- 米谢勒·阿利奥-马里 - 内政、海外和领土集合体部长
- 贝尔纳·库什内 - 外交和欧洲事务部长
- 布里斯·奥特弗 - 移民，整合，民族认同和共同发展部长
- 拉齐达·达蒂 - 掌玺司法部长
- 格扎维埃·贝特朗 - 劳工，社会关系和团结部长
- 格扎维埃·达尔科斯 - 国家教育部长
- 瓦莱丽·佩克雷斯 - 高等教育与研究部长
- 埃尔韦·莫兰 - 国防部长
- 罗塞利娜·巴舍洛-纳尔坎 - 卫生，青年事务和体育部长
- 克里斯蒂娜·布坦 - 住房和城市部长
- 克里斯蒂娜·拉加德 - 农业和渔业部长
- 克里斯蒂娜·阿尔巴内尔 - 文化和通信部长－政府发言人
- 艾里克·沃尔斯 - 预算，公共会计和公务员部长

#### 国务秘书
- 罗歇·卡鲁奇 - 与议会联络事务国务秘书（under Fillon）
- 艾里克·贝松 - 经济展望和评价公共政策国务秘书（under Fillon）
- 多米尼克·布斯洛 - 交通国务秘书（under Juppé）
- 让-皮埃尔·茹耶 - 欧洲事务国务秘书（under Kouchner）

#### 高级专员
- 马丁·伊尔什 - 团结救济消除贫事务困高级专员

### 菲永第二届政府: 2007年6月19日－2012年5月15日
- 弗朗索瓦·菲永 - 法国总理
- 让－路易·博洛 - 国务部长、生态和可持续发展以及规划部长
- 米谢勒·阿利奥-马里 - 內政、海外和領土集合體部長
- 阿蘭·朱佩 - 外交和歐洲事務部長
- 克里斯蒂娜·拉加德 - 經濟，財政和就業部長
- 布里斯·奥特弗 - 移民，整合，民族認同和共同發展部長
- 拉齐达·达蒂 - 掌璽、司法部長
- 米歇尔·巴尼耶 - 农业与渔业部长
- 格扎维埃·贝特朗 - 勞工，社會關係和團結部長
- 格扎维埃·达尔科斯 - 國家教育部長
- 瓦莱丽·佩克雷斯 - 高等教育與研究部長
- 埃尔韦·莫兰 - 國防部長
- 罗塞利娜·巴舍洛-纳尔坎 - 衛生，青年事務和體育部長
- 克里斯蒂娜·布坦 - 住房和城市部長
- 克里斯蒂娜·阿尔巴内尔 - 文化和通信部
- 艾里克·沃尔斯 - 預算，公共會計和公務員部長

#### 国务秘书
- 罗歇·卡鲁奇 - 议会关系事务国务秘书（under Fillon）
- 让-皮埃尔·茹耶 - 欧洲事务国务秘书（under Kouchner）
- 罗朗·乌基耶 - 国务秘书、政府发言人（under Fillon）
- 艾里克·贝松 - 公共政策策划与评估事务国务秘书（under Fillon）
- 瓦莱丽·列达尔 - 团结事务国务秘书（under Bertrand）
- 多米尼克·布斯洛 - 交通事务国务秘书（under Borloo）
- 娜塔丽·戈舒斯科-莫里采 - 生态事务国务秘书（under Borloo）
- 克里斯蒂安·埃斯托奇 - 海外事务国务秘书（under Alliot-Marie）
- 安德烈·桑迪尼 - 公职事务国务秘书（under Wœrth）
- 让-马里·波盖尔 - 合作与法语国家事务国务秘书（under Kouchner）
- 埃尔维·诺维利 - 企业与外贸事务国务秘书（under Lagarde）
- 法德拉·阿马拉 - 城市政策事务国务秘书（under Boutin）
- 阿兰·马尔莱斯 - 老战士事务国务秘书（under Morin）
- 拉玛·亚德 - 外交与人权事务国务秘书（under Kouchner）
- 吕克·夏泰尔 - 消费与旅游事务国务秘书（under Lagarde）
- 贝尔纳·拉波尔特 从2007年10月底起将被任命为青年与体育事务国务秘书（巴舍洛-纳尔坎之下），在法国2007年橄榄球世界杯（2007 Rugby World Cup）后。

#### 高级专员
- 马丁·伊尔什 - 团结救济消除贫事务困高级专员